# Creek (kajakarstwo)

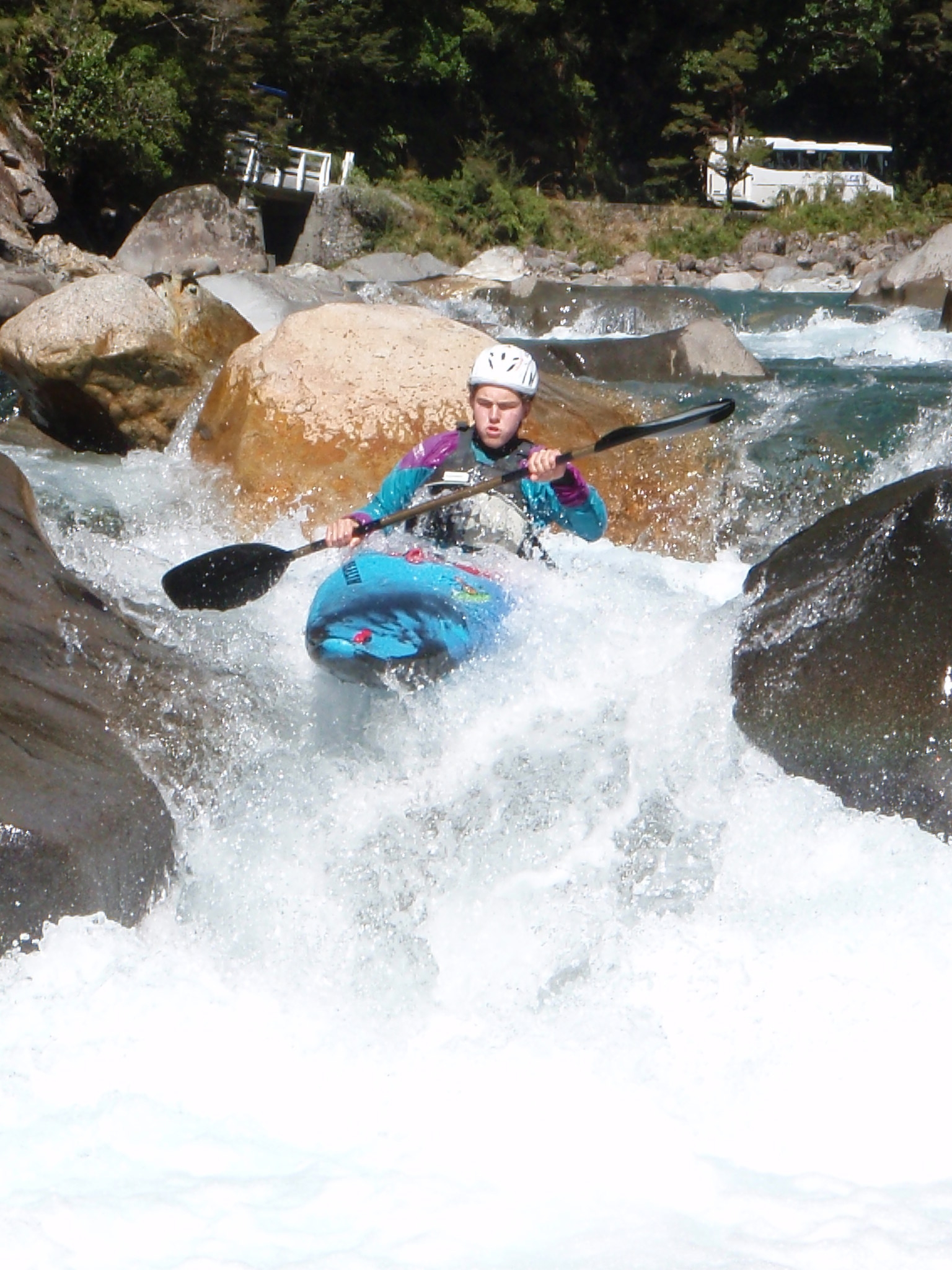
Creek w Nowej Zelandii

Creek – w kajakarstwie odmiana rzeki górskiej, o bardzo dużym spadku, silnym nurcie i z reguły małej ilości wody. Często są to niewielkie strumienie. 
Do pokonywania creeków służą odpowiednie kajaki, tzw. creekery. Spływanie creekami wymaga posiadania wysokich umiejętności technicznych.